# Limosina pseudonivalis
Limosina pseudonivalis är en tvåvingeart som beskrevs av Dahl 1909. Limosina pseudonivalis ingår i släktet Limosina och familjen hoppflugor. Inga underarter finns listade i Catalogue of Life.